# Israelitische Annalen
Israelitische Annalen. Ein Centralblatt [Zentralblatt] für Geschichte, Literatur und Cultur [Kultur] der Israeliten aller Zeiten und Länder war eine deutschsprachige jüdische Zeitschrift des 19. Jahrhunderts. 

## Geschichte
Die wöchentlich erscheinende Zeitschrift wurde von Isaak Markus Jost (1793–1860) herausgegeben und erschien bei Johann David Sauerländer in Frankfurt am Main von 1839 bis 1841. Die meisten Artikel beziehen sich auf die jüdische Geschichte, Literatur und das Judentum. Der jüdische deutsche Historiker Jost war ein Pionier auf dem Gebiet der modernen jüdischen Geschichtsschreibung. Er war der Erste, der eine Universalgeschichte der Juden, die Geschichte der Israeliten (10 Bde., Berlin 1820–1847) einschließlich der Geschichte seiner eigenen Zeit veröffentlichte, auch eine Geschichte des Judenthums und Seiner Sekten (3 Bände, Leipzig, 1857–1859). Das „Centralblatt“, das die Kulturgeschichte des Judentums der Welt behandelte, sollte das Interesse an der jüdischen Geschichte sowohl bei Juden als auch bei Nichtjuden wecken. Für Jost war die Kenntnis der jüdischen Geschichte ein wichtiger Beitrag zur jüdischen Emanzipation.